# Kamenka (Angara)
Die Kamenka (russisch Каменка) ist ein rechter Nebenfluss der Angara in der in Sibirien gelegenen russischen Region Krasnojarsk.
Die Kamenka entspringt im Bergland nördlich der unteren Angara. Sie fließt mit einem gewundenen Flusslauf in südlicher Richtung. Nach 313 km erreicht die Kamenka die Angara, 208 km oberhalb deren Mündung in den Jenissei. Das Einzugsgebiet umfasst 11.400 km². Der Fluss weist zahlreiche Stromschnellen auf. Gespeist wird der Fluss von der Schneeschmelze sowie Niederschlagsereignissen. Wichtige Nebenflüsse der Kamenka sind Kaschma (Кажма) und Jenda (Енда) von links, sowie Uderei (Удерей) von rechts.